# Vịt lam Thụy Điển

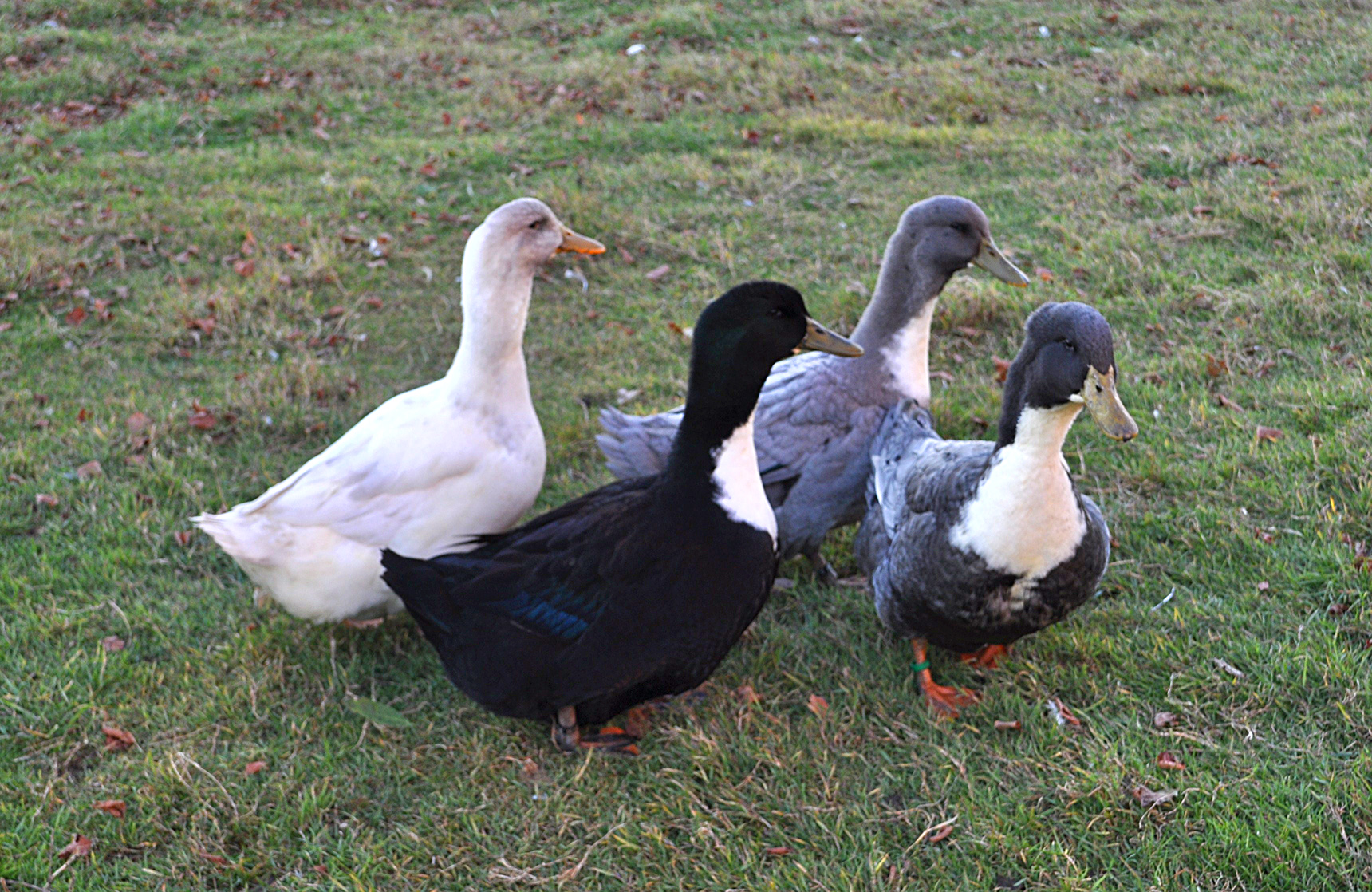
Vịt lam Thụy Điển

Vịt lam Thụy Điển (Swedish Blue), tiếng Thụy Điển: Svensk blå anka là giống vịt thuần chủng của Thụy Điển. Nó xuất hiện trong thế kỷ XIX ở Pomerania sau đó là Thụy Điển, bây giờ được phân chia giữa Tây Bắc Ba Lan và Đông Bắc Đức. Giông vịt này đẻ khoảng 100–150 quả trứng có vỏ màu trắng hoặc màu tối hơn mỗi năm, trứng vịt có trọng lượng 80–90 g.

## Lịch sử
Vịt lam Thụy Điển bắt đầu xuất hiện trong thế kỷ XIX ở Pomerania sau đó là Thụy Điển, bây giờ được chia giữa Tây Bắc Ba Lan và Đông Bắc Đức; tài liệu được đề cập đầu tiên là từ năm 1835. Một số giống vịt đã được xuất khẩu sang Hoa Kỳ vào năm 1884, và nó đã được bổ sung vào Tiêu chuẩn Hoàn thiện của Hiệp hội Gia cầm Mỹ vào năm 1904 như là "vịt Thụy Điển", với một màu đa dạng "xanh".
Số lượng của vịt lam Thụy Điển ở Thụy Điển chỉ bao gồm 148 con vịt giống; tình trạng bảo tồn trên toàn thế giới của nó được liệt kê là "quan trọng" bởi Tổ chức Nông lương Liên hợp quốc năm 2007 và năm 2014 được liệt kê là "có nguy cơ tuyệt chủng" ở Thụy Điển. Không có dữ liệu nào được báo cáo từ Ireland, quốc gia duy nhất khác báo cáo giống vịt này. Nó được liệt kê là "cảnh báo" của Bảo tồn giống vật nuôi Mỹ. Vịt lam Thụy Điển cũng không phải là một giống vịt triển lãm phổ biến; chi tiết cụ thể về màu cánh làm cho giống vịt này trở nên đầy thách thức để hoàn thiện và thường không khuyến khích các nhà lai tạo và người nuôi sở hữu giống.

## Đặc điểm
Vịt lam Thụy Điển là một con vịt nhà cỡ trung bình: con trống nặng từ 3–4 kg và con mái thường nặng 2,5–3,5 kg. Vịt Thụy Điển thường xuyên được so sánh với loại cơ thể của vịt Cayugas và vịt Orpington, tuy nhiên, vịt Thụy Điển nên có thân ngắn hơn với chiều rộng hơn so với những gì được nhìn thấy trong hai giống này. Vịt lam Thụy Điểm có đầu hình oval, cỡ trung bình. [11] Màu sắc phải là một phiến đá màu xanh phù hợp với viền màu tối hơn xung quanh đường viền của mỗi lông. Drakes thường tối hơn vịt. Phần duy nhất của các giống vịt này không phải là một số loại lông màu xanh là bộ yếm màu trắng, hình trái tim được tìm thấy trên ngực, kéo dài phần đầu cổ chấm dứt theo hướng bắt buộc của con vịt. Nó được phân biệt với vịt Pomerania bởi các bộ màu trắng của nó.
Màu xanh hay màu lam là do dị hợp tử trong một gen pha loãng. Giống như các loài gia cầm màu xanh khác như gà giống vịt xanh Andalucia, nếu có hai con vịt màu xanh được lai tạo, thì chúng sẽ có tỷ lệ Mendel bình thường:
- 25%: một dạng đồng hợp tử, màu đen, nơi màu xanh nên có
- 50%: dị hợp tử, màu xanh tiêu biểu
- 25%: hình thức đồng hợp tử khác, văng hoặc bạc với sự kết hợp của màu xanh và đen và trắng.

Vì vậy, chỉ có 50% con cái của một giao phối màu xanh-màu xanh lam. Nếu các hình thức đồng hợp tử màu đen và màu xanh tối được lai tạo với nhau, con cái là tất cả dị hợp tử và do đó màu xanh mong muốn